# Мосбург (Федерзе)
Мосбург (нем. Moosburg) — община в Германии, в земле Баден-Вюртемберг.
Подчиняется административному округу Тюбинген. Входит в состав района Биберах. Население составляет 173 человека (на 31 декабря 2010 года). Занимает площадь 1,86 км².